# 岩手県立前沢高等学校
岩手県立前沢高等学校（いわてけんりつ まえさわこうとうがっこう）は、岩手県奥州市前沢に所在する公立の高等学校。略称は前高（まえこう）。

## アクセス
- JR東北本線前沢駅より徒歩25分。

## 沿革
- 1925年 - 前沢女子職業専修学校創立。
- 1931年 - 前沢町立実科高等女学校となる。
- 1943年 - 前沢町立前沢高等女学校となる。
- 1948年 - 岩手県立前沢高等学校となる。昼間定時制設置、翌1949年に夜間定時制も設置された。
- 1950年 - 衣川分校設置。
- 1951年 - 全日制設置。
- 1956年 - 女子別科設置。
- 1960年 - 定時制募集停止。
- 1963年 - 定時制、別科廃止。
- 1976年 - 衣川分校廃校。
- 1979年 - 校章作成（孔子の教えと三枚の柏の葉がモチーフとなっている）。現在地に校舎を新築移転。
- 1992年 - 文部省から学校週五日制の調査研究協力校に指定された。
- 2015年 - 創立90周年を迎える

## 部活動
- バドミントン部
- 卓球部
- バレーボール部
- 美術部

など

## 著名な出身者
- 大谷龍太（社会人野球選手、元独立リーグプロ野球選手）
- 菊地裕太（バドミントン選手、東北マークス）